# 志布志市
志布志市（日语：／ Shibushi shi */?）是位於日本鹿兒島縣東部的城市，緊鄰志布志灣，成立于2006年1月1日，由曾於郡松山町、志布志町、有明町合併而成。

## 歷史

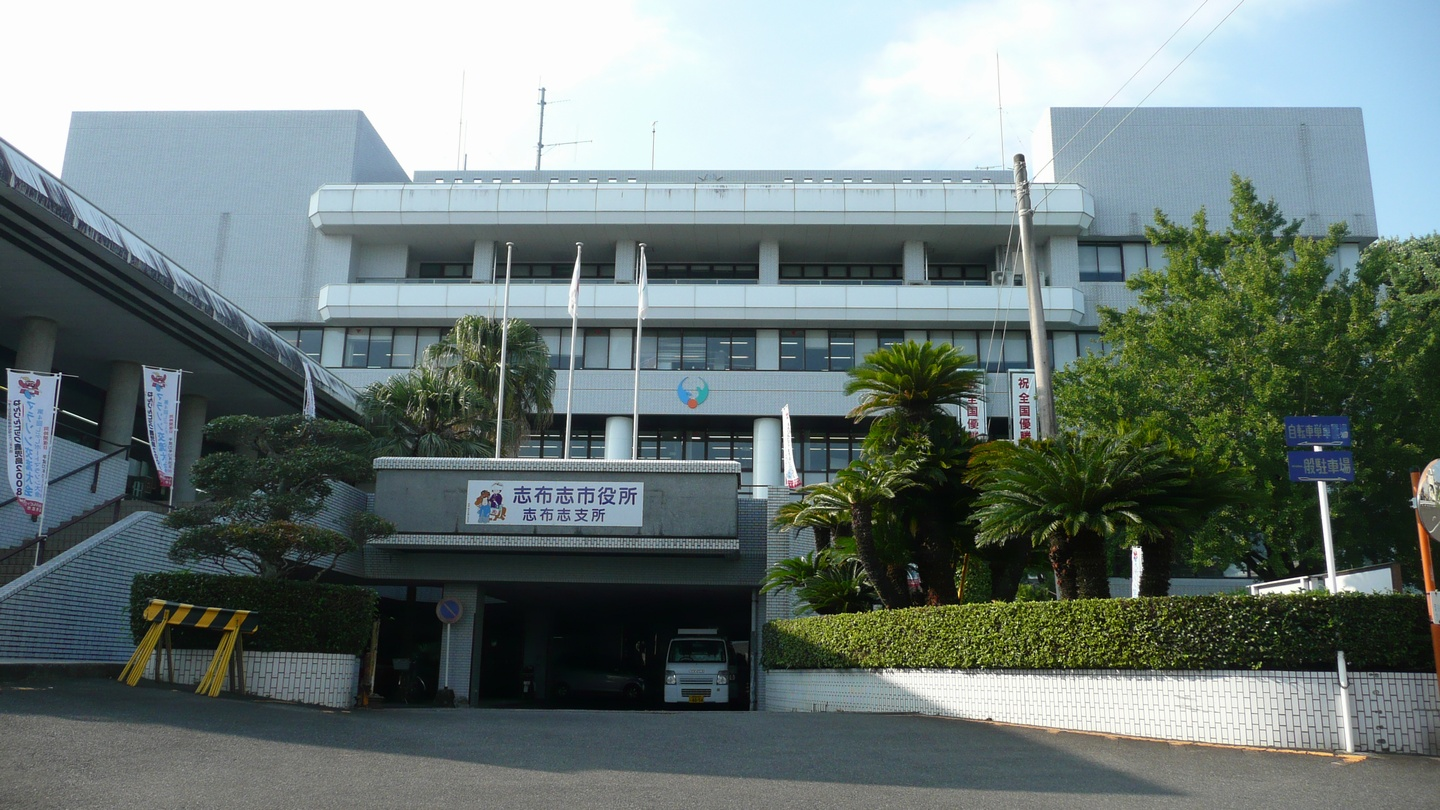
志布志市政府支所

### 年表
- 1871年8月29日：廢藩置縣後，隸屬鹿兒島縣。
- 1871年12月25日：改隸屬都城縣。
- 1873年1月15日：宮崎縣成立後改隸屬宮崎縣。
- 1876年8月21日：宮崎縣被併入鹿兒島縣，再次隸屬鹿兒島縣。
- 1883年5月9日：再次設置宮崎縣，但現在的志布志市轄區和大崎町仍然隸屬鹿兒島縣。
- 1889年4月1日：實施町村制，現在的轄區在當時分屬南諸縣郡志布志村、松山村、野方村。
- 1891年2月：志布志村分割為東志布志村、西志布志村和月野村（現已合併為曾於市）。
- 1897年4月1日：南諸縣郡和東囎唹郡合併為囎唹郡。
- 1913年7月1日：東志布志村改制並改名為志布志町。
- 1955年4月1日：野方村被廢除，轄下的大字山重被併入西志布志村，其餘地區分別被併入大崎町和大隅町（現已合併為曾於市）。
- 1958年4月1日：
  - 松山村改制為松山町。
  - 西志布志村改制並改名為有明町（日语：有明町 (鹿児島県)）。
- 2006年1月1日：志布志町、松山町、有明町合併為志布志市。[2]

| 1889年4月1日      | 1889年-1910年     | 1910年-1930年                     | 1930年-1950年                     | 1950年-1970年                     | 1970年-1990年                     | 1990年-現在                 | 現在                        |
| ----------------- | ----------------- | --------------------------------- | --------------------------------- | --------------------------------- | --------------------------------- | --------------------------- | --------------------------- |
| 囎唹郡 東志布志村 | 囎唹郡 東志布志村 | 1913年7月1日 改制並改名為志布志町 | 1913年7月1日 改制並改名為志布志町 | 1913年7月1日 改制並改名為志布志町 | 1913年7月1日 改制並改名為志布志町 | 2006年1月1日 合併為志布志市 | 2006年1月1日 合併為志布志市 |
| 囎唹郡 西志布志村 | 囎唹郡 西志布志村 | 囎唹郡 西志布志村                 | 囎唹郡 西志布志村                 | 1958年4月1日 改制並改名為有明町   | 1958年4月1日 改制並改名為有明町   | 2006年1月1日 合併為志布志市 | 2006年1月1日 合併為志布志市 |
| 囎唹郡 松山村     | 囎唹郡 松山村     | 囎唹郡 松山村                     | 囎唹郡 松山村                     | 1958年4月1日 改制為松山町         | 1958年4月1日 改制為松山町         | 2006年1月1日 合併為志布志市 | 2006年1月1日 合併為志布志市 |

## 觀光資源

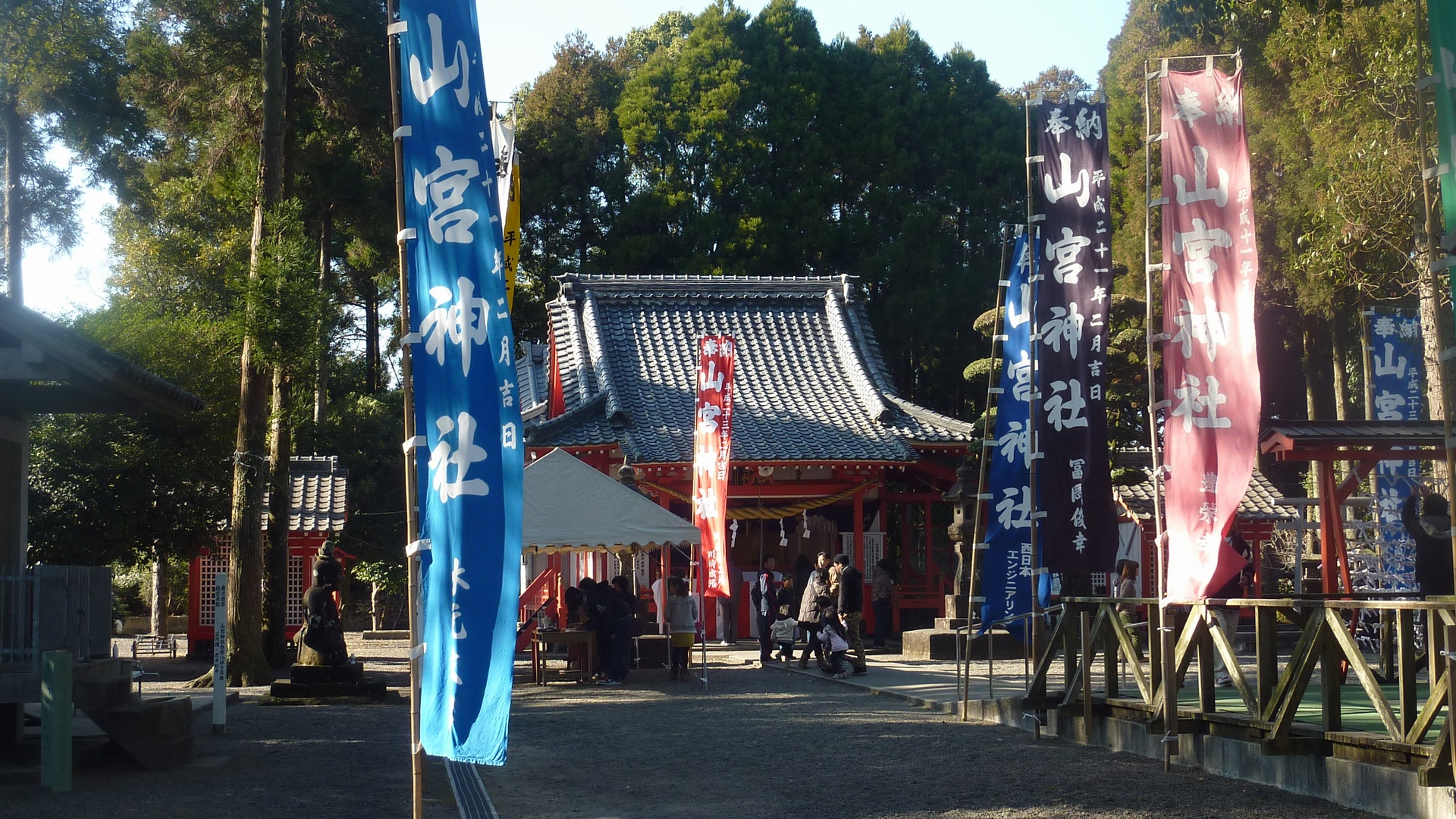
山宮大神社

- 志布志城（日语：志布志城）跡(国之史跡)
- 大慈寺
- 安楽山宮神社（日语：安楽山宮神社）
- 枇榔島亞熱帶植物群落
- 志布志大樟樹
- 鐵道記念公園
- 陣岳國際之森
- 松山城址

## 交通

### 道路
高速道路
- 東九州自動車道：志布志交流道

### 鐵路
- 九州旅客鐵道
  - 日南線：大隅夏井車站 - 志布志車站

過去曾有國鐵志布志線和大隅線通過，但已於1987年停駛。
- 國鐵
  - 志布志線：大隅松山車站 - 伊崎田車站 - 安樂車站 - 中安樂車站 - 志布志車站
  - 大隅線：志布志車站 - 菱田車站

## 教育

### 高等學校
- 鹿兒島縣立志布志高等學校
- 川島學園尚志館高等學校

## 本地出身之名人
- 綾小路君麻呂：漫談家
- 山口觀弘：游泳選手
- 千代丸一樹:大相撲力士
- 千代鳳祐樹:千代丸之弟

## 外部連結
- （日語） 志布志探險地圖
- OpenStreetMap上有關志布志市的地理